# Planisticus latesulcatus
Planisticus latesulcatus là một loài bọ cánh cứng trong họ Cerambycidae.